# John Badby
John Badby (? — Londres, 1410) foi um dos primeiros mártires lollardos ingleses. Era alfaiate (ou talvez ferreiro) nas Midlands Ocidentais e foi condenado pelo tribunal diocesano de Worcester por sua rejeição à doutrina da Igreja Católica da transubstanciação.

## Biografia
Badby sustentava abertamente que Cristo, na Última Ceia com seus discípulos, não tinha o seu corpo em sua mão para distribuir, e que "se cada hóstia consagrada no altar fosse o corpo do Senhor, então haveria vinte mil Deuses na Inglaterra". Outro tribunal diocesano de São Paulo, Londres, presidido pelo Arcebispo Thomas Arundel, condenou-o a ser queimado em Smithfield, fora dos muros da cidade.
Diz-se que o príncipe de Gales (mais tarde Henrique V) assistiu à execução e ofereceu ao sofredor a vida e uma pensão, em troca de sua retratação; porém, nas palavras do cronista Thomas Walsingham, "o vilão abandonado recusou o conselho do príncipe, e preferiu ser queimado a ter que dar reverência ao sacramento que lhe manteria vivo. Sendo assim, este pernicioso foi queimado até as cinzas, e morreu miseravelmente no seu pecado".
A narração no Livro dos Mártires de Foxe:
".. E então ele foi colocado dentro de um barril, e lhe puseram fogo. E quando ele sentiu o fogo, clamou, Misericórdia! chamando pelo Senhor; e então o príncipe imediatamente ordenou para que retirassem o barril, e apagassem o fogo. O príncipe, após suas ordens serem cumpridas, perguntou se ele abandonaria a heresia para seguir a fé da Santa Igreja? se ele assim fizesse, seria bem recompensado; prometendo-lhe também uma quantia em dinheiro anual fornecida pelo tesouro real, que seria o bastante para se manter.
"Mas este valente herói de Cristo recusou a oferta de promessas mundanas, sendo, sem dúvida, mais veementemente inflamado com o Espírito de Deus do que com qualquer desejo terreno.
"Assim, uma vez que ele se mantinha inabalável em sua crença, o príncipe ordenou que ele fosse colocado novamente no barril, e que não deveria mais receber qualquer graça ou favor. Mas, como um herói valente de Cristo, ele perseverou invencível até o fim,..."